# 藤沢北警察署
藤沢北警察署（ふじさわきたけいさつしょ）は、神奈川県警察が管轄する警察署の一つである。

## 概要
相模方面本部隷下、第六方面に属する署員数200名以上の中規模警察署であり、署長は警視。識別章所属表示はYJ。通称、「ふじきた」。
主に湘南台駅周辺が取扱い事件多発エリアである。湘南方面では比較的歴史の新しい警察署。

## 所在地
- 神奈川県藤沢市円行2丁目5番地の1
  - 最寄駅：小田急江ノ島線・相鉄いずみ野線・横浜市営地下鉄 湘南台駅

## 管轄区域
- 藤沢市北部
  - 管轄面積：44.9km2

## 沿革
- 1984年（昭和59年）4月1日 - 藤沢警察署の管轄区域を分割し開設。

## 組織
- 署長（警視）
- 副署長（警視）
- 地域担当次長（警視）
- 警務課 - 警務係、住民相談係
- 留置管理課（平成28年度新設） - 管理係
- 会計課 - 会計係
- 生活安全課 - 防犯少年係、経済保安係
- 地域第一課 - 地域企画係、地域係
- 地域第二課 - 地域係
- 地域第三課 - 地域係

（警ら用無線自動車3台、小型警ら車4台）
- 刑事課 - 刑事総務係、強行犯係、知能犯係、盗犯係、鑑識係、暴力国際犯係、薬物銃器対策係
- 交通課 - 強行犯係、知能犯係、盗犯係、鑑識係、暴力犯係、薬物銃器対策係、国際犯係
- 警備課 - 公安係、外事係

（10課体制）
※「神奈川県警察の組織に関する規則（昭和44年3月31日神奈川県公安委員会規則第2号）」を参考にした。

## 交番
- 御所見交番 - 藤沢市用田507番地の8
- 長後駅前交番 - 藤沢市下土棚509番地の17
- 湘南台駅東口交番 - 藤沢市湘南台1丁目43番地の13
- 湘南台駅西口交番 - 藤沢市湘南台2丁目13番地の5
- 六会日大駅前交番 - 藤沢市亀井野1丁目1番地の3
- 善行交番 - 藤沢市善行1丁目28番地の3
- 湘南ライフタウン交番 - 藤沢市大庭5406番地の13
- 石川交番 - 藤沢市石川1丁目6番地の15

## 自動車ナンバー自動読取装置（Nシステム）
- 藤沢市亀井野（国道467号）
- 藤沢市湘南台5丁目（国道467号）
- 藤沢市高倉（国道467号）
- 藤沢市高倉（県道22号）
- 藤沢市用田（県道22号）
- 藤沢市土棚（県道403号）
- 藤沢市長後（一般市道）

## 過去の重大事件・事故
- 藤沢悪魔払いバラバラ殺人事件

## 新型コロナウイルス感染
- 2020年4月8日、神奈川県内では、1日当たりの感染者数では最も多い65人の感染が判明。この中には、当警察署に勤める60歳代の男性警部補が含まれている[1]。